# Eotmethis nasutus
Eotmethis nasutus är en insektsart som beskrevs av Bei-bienko 1948. Eotmethis nasutus ingår i släktet Eotmethis och familjen Pamphagidae. Inga underarter finns listade i Catalogue of Life.